# Justaucorps

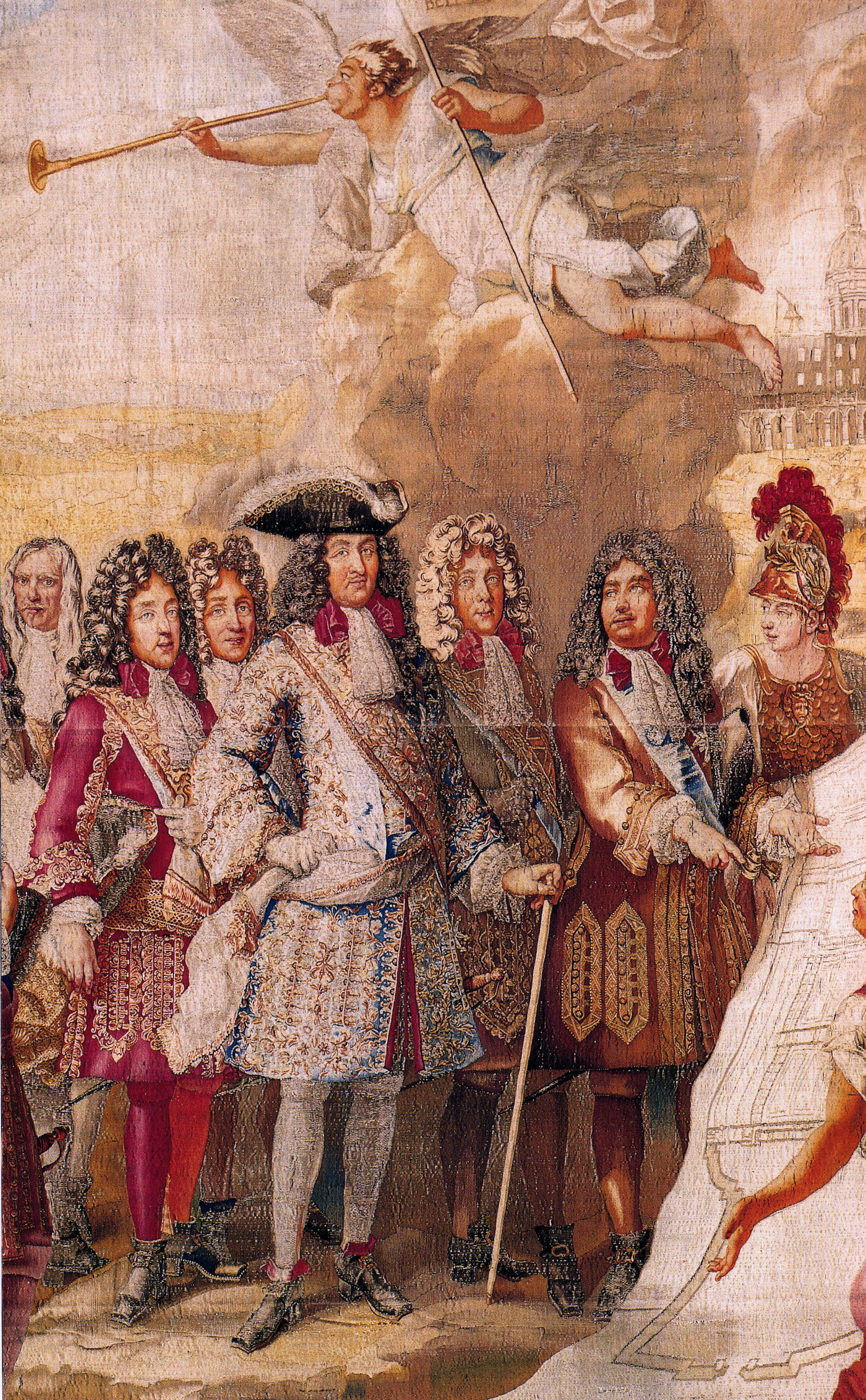
Ludwig XIV. mit Hofstaat

Der Justaucorps (von französisch juste au corps ‚genau am Körper‘) war ein Herren-Kleidungsstück und die allgemeine Hauptoberbekleidung des Mannes des späten 17. und frühen 18. Jahrhunderts. Er ist eine Entwicklungsphase des Herrenrocks.

## Entstehung

Links: Früher Justaucorps mit Rheingrafenhose

Mit Aufkommen der stehenden Heere wurde unter dem Kriegsminister Ludwigs XIV., François-Michel Le Tellier, marquis de Louvois, für die Soldaten ein Soldatenrock entworfen, der auch von den meist adeligen Offizieren getragen wurde. Ludwig XIV. zog sich, wenn er sich bei den Truppen befand, einen  Oberrock (nach unterschiedlichen Angaben eine eng anliegende taillierte Hongreline oder ein weit geschnittener Kasack) über, der sich, abgesehen von der Ausstattung, von dem Soldatenrock („Souquenille“) darin unterschied, dass man ihn nicht zuknöpfte, sondern er vielmehr zu Langfalten geordnet vorn herab weit auseinander stand. Noch bis um die Mitte der fünfziger Jahre kam dies nur höchst selten vor. Während seines Aufenthaltes beim Heer in den Niederlanden (1654–1659) jedoch und auch danach, als er sich häufiger an die Spitze der Truppen stellte, gewöhnte er sich an diesen Rock. Er machte ihn dadurch, indem er ihn zum Knöpfrock gestaltete, etwa seit 1664 zu allgemeiner Modetracht für Männer.
Unter Beibehaltung der kurzen, etwa ellenbogenlangen Ärmel trug man ihn über einem kurzen Wams (französisch Pourpoint), ohne dieses vorerst zu ändern. Die längeren Ärmel schlug man vorerst ebenfalls zu einem Aufschlag um.
In der Folge bekam der Rock insgesamt einen körpernahen Schnitt (ohne Taille), wodurch er zum Justaucorps wurde. Er wurde oft mit gestickten Streifen besetzt, mit tiefliegenden, reich umrandeten, horizontal eingeschnittenen Taschen versehen und auf einer oder beiden Schultern mit einem Bündel von Bändern geschmückt. Anfänglich pflegte man ihn, wiederum ganz nach soldatischer Weise, um die Hüften mit einer breiten, langen Schärpe zu umgürten (um ihn auch zusammenzuhalten), diese zu einer bauschigen Schleife zu binden und ihre mit Kanten verzierten Enden ziemlich lang herabhängen zu lassen. Bis gegen Ende der Siebzigerjahre wurden die Ärmel länger und reichten bis zur Mitte des Unterarms, die Aufschläge bis zur Armbeuge hinauf. Der Schnitt des Rocks wurde gleichzeitig leicht tailliert.

## 1700–1750

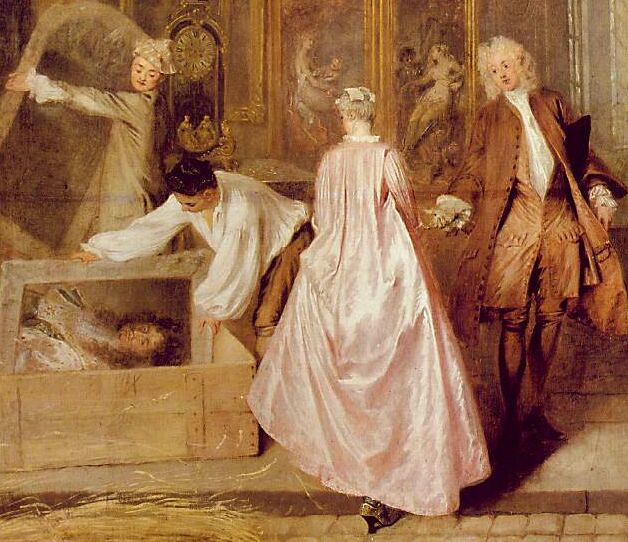
Mann im Justaucorps (rechts im Bild), 1720

Die Bekleidung wurde zum Ende der Regierung Ludwigs XIV. wieder faltenärmer. Während der Régence üblicherweise sehr weit offen getragen, wurde der Rock dem Schnitt nach nun als habit à la française weniger weit geöffnet und bisweilen von der Taille aufwärts zum Teil oder ganz geknöpft. 
Einerseits gerade abfallend mit geringer Einziehung der Taille, ließen ihn andererseits Stutzer und solche, die als vornehm (modisch) gelten wollten, die Schöße des Rocks und der Weste mit Wachstuch, Rosshaar, Papier oder sonstigem festem Stoff aussteifen, sodass die Schöße von den Hüften weg abstanden. Diese Form hielt sich bis zum Ausgang der vierziger Jahre mit nur geringer Verminderung der Weite. Im Übrigen blieb der Justaucorps wie zuvor ohne Kragen.
Am Ende der Entwicklung steht der Frack mit vollends nach hinten gewanderten, rudimentären Schößen.
Im 20. Jahrhundert bezeichnet Habit allgemein die Amtstracht und das klerikale Gewand.

## Galerie Justaucorps

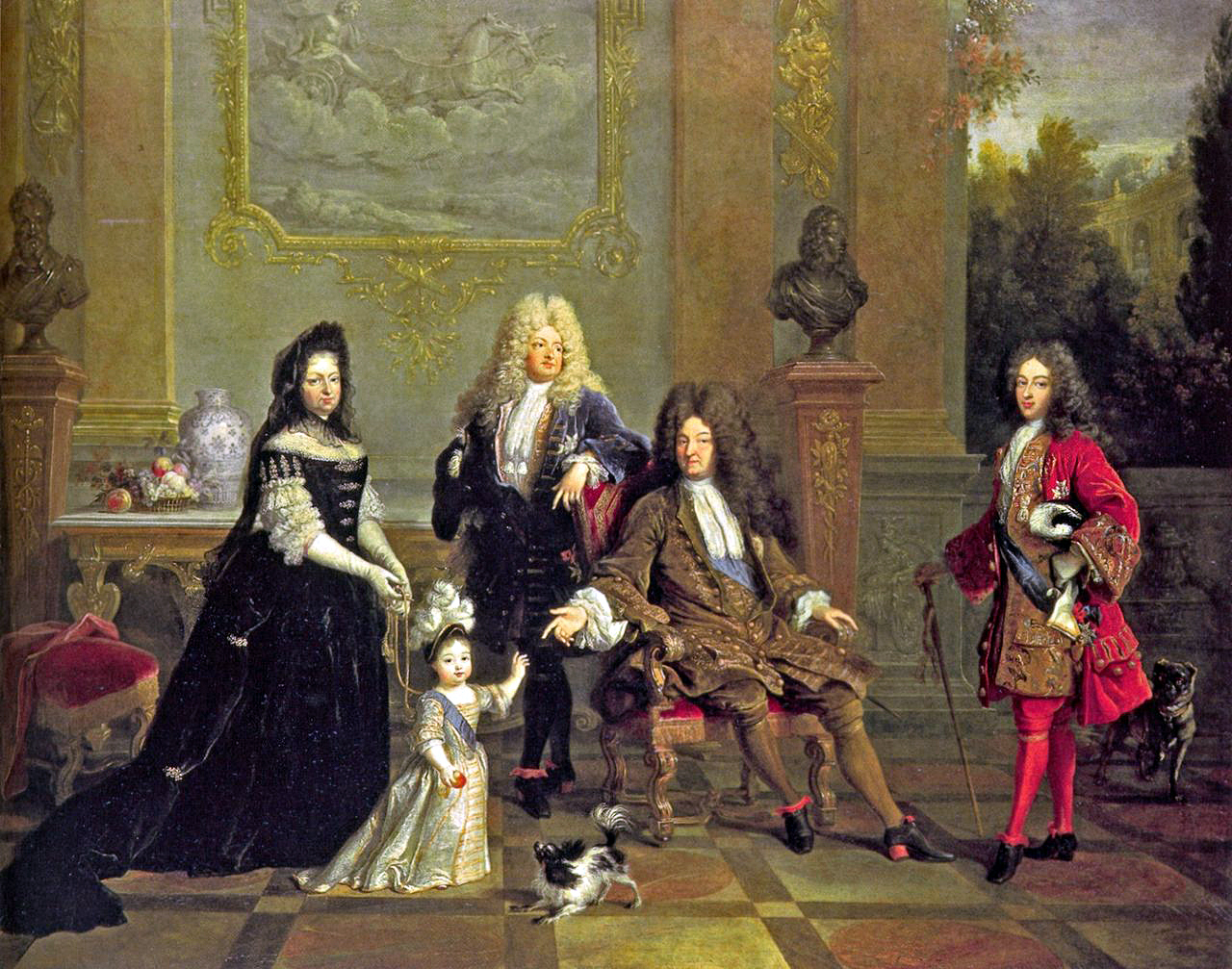
Ludwig XIV. mit Familie (Justaucorps um 1710)
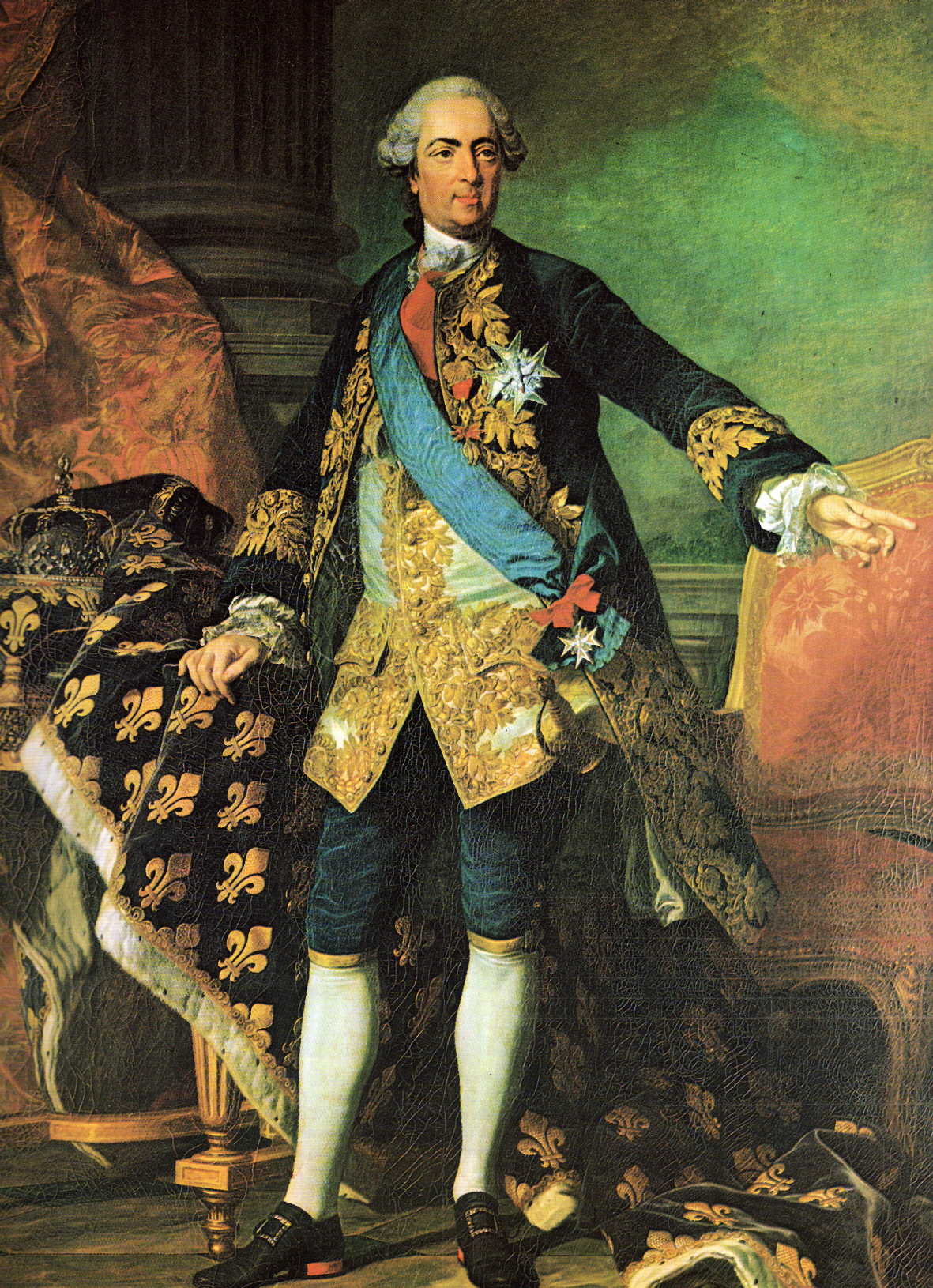
Ludwig XV. (Justaucorps um 1750)
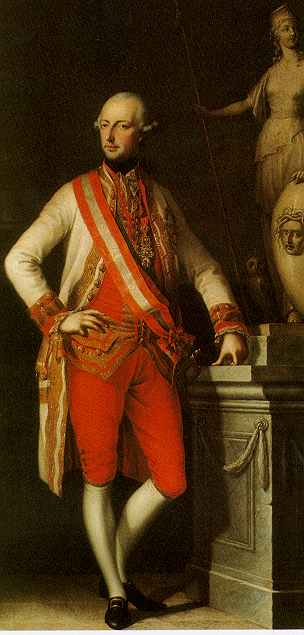
Joseph II. (Justaucorps um 1780)

## Galerie Habit

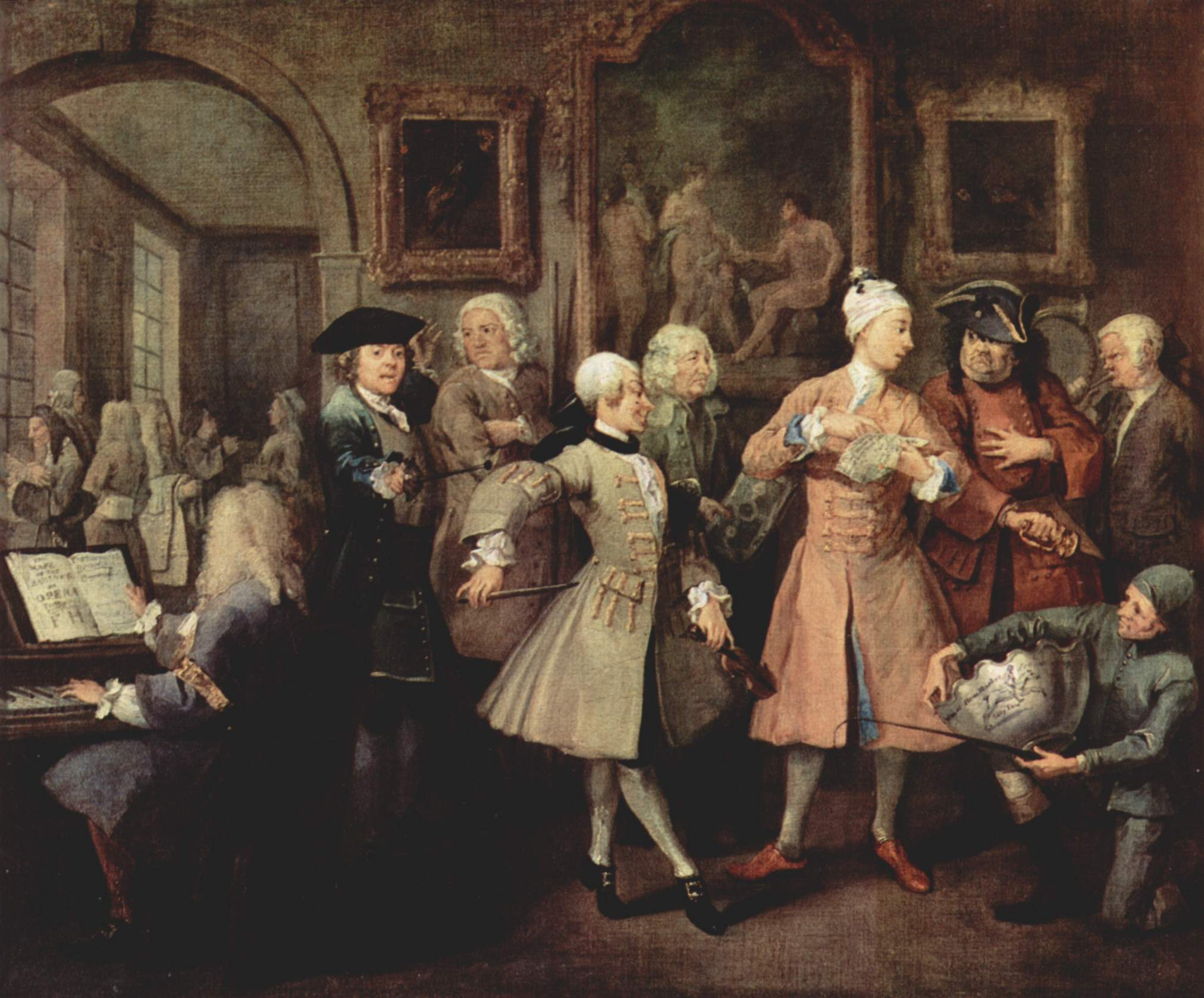
Vorne: Mann mit geschlossenem, stark abgesteiftem Habit und Jabot, 1735